# Lajos Tüköry
Lajos Tüköry o, italianizzato, Luigi Tukory (Körösladány, 9 settembre 1830 – Palermo, 6 giugno 1860) è stato un patriota e militare ungherese.
Fu un ufficiale noto in Italia per la sua partecipazione alla spedizione dei Mille, nel corso della quale trovò la morte.

## Biografia

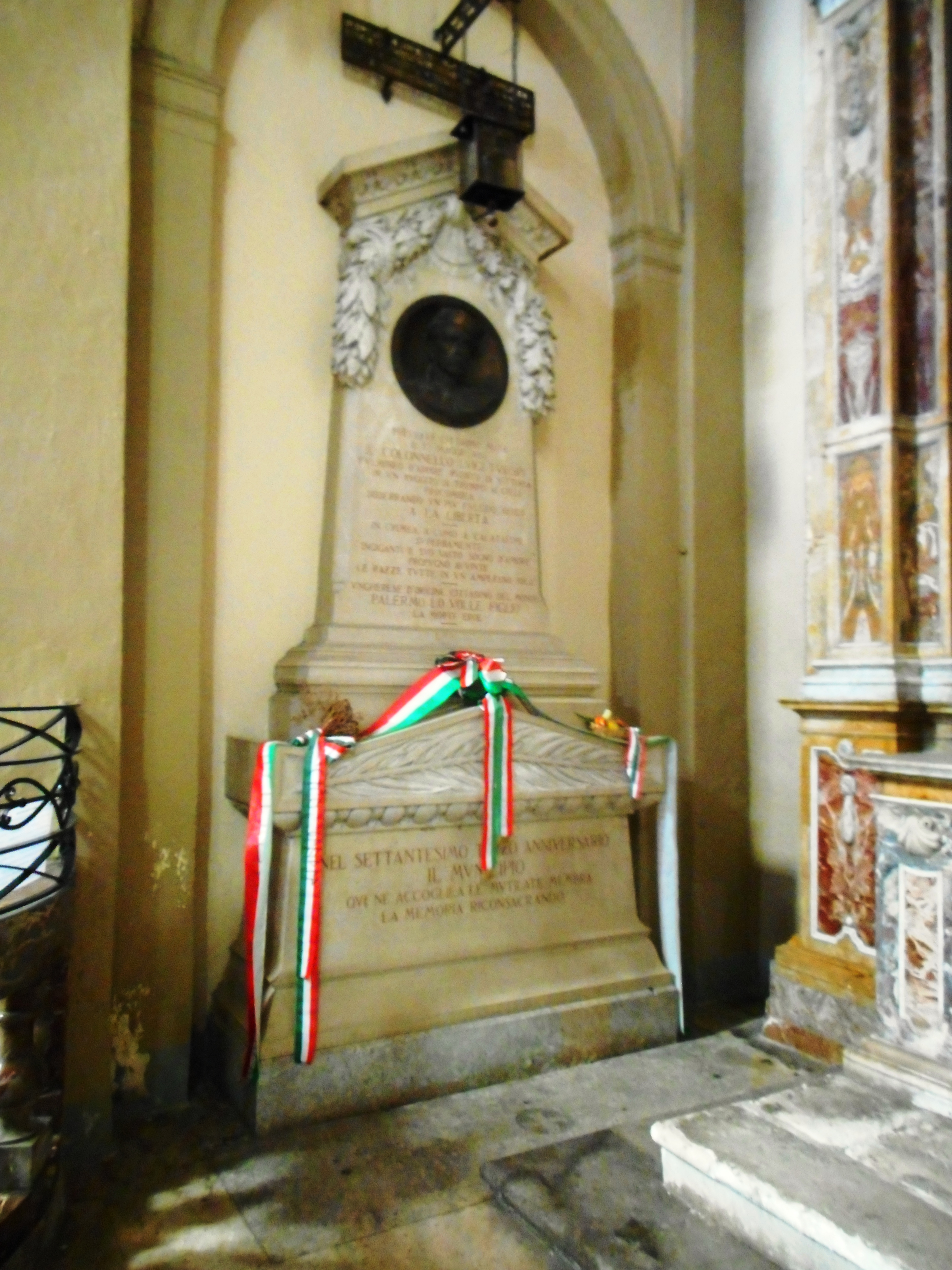
Tomba di Lajos Tüköry a Palermo

Il padre era amministratore dell'allevamento di cavalli Wenckheim a Fás-puszta. In quel periodo István Széchenyi  sosteneva lo sviluppo dell'allevamento dei cavalli. Si sposò il 25 ottobre 1829 con Domanek Terézia. La via in cui abitarono (al n. 11) a Körösladány è oggi a lui intitolata. Il 20 marzo 1839 il padre morì, e la madre si risposò con un maestro di campagna, Schambach Károly.
Nel 1848-49 anche in queste zone nacquero moti di ribellione, e si formò un esercito di un migliaio di uomini: Lajos diventò tenente a 18 anni, e in seguito fu integrato nel terzo battaglione degli Honvéd (la milizia nazionale), nella 55ª divisione che si distinse nelle battaglie in Transilvania. Fu nominato capitano, e in seguito inserito nel battaglione turco che, con 250 volontari e 74 volontari, partecipò alla guerra di Crimea, avanzando ulteriormente di grado. In questa guerra egli si distinse nella difesa di Kars (caduta il 29 settembre 1855), agli ordini del generale György Kmety (Ismail Pasha).
Nel conflitto italo-austriaco del 1859, Kossuth ritenne opportuno mandare una legione ungherese in Italia per contrastare l'Austria: si calcola che raggiungesse i 3.000 effettivi. Tüköry si unì al contingente, ma la legione, numericamente scemata, fu operativa dall'anno successivo agli ordini di Garibaldi.
Si arruolò allora nell'esercito di Garibaldi per la spedizione in Sicilia, dove combatté a Calatafimi. Comandò l'avanguardia che diede l'attacco a Palermo il 27 maggio 1860. Tüköry fu il primo a superare le barricate nemiche, ma venne fermato davanti a Porta Termini da una fucilata che gli spappolò il ginocchio: la gamba gli venne amputata, ma la ferita si infettò e, a causa della gangrena, morì pochi giorni dopo il 6 giugno.
Garibaldi stesso pronunciò il suo discorso funebre, di "combattente per la libertà d'Italia" e dal 1910 i suoi resti riposano nel pantheon della chiesa di San Domenico a Palermo.

## Omaggi
- In suo onore la corvetta borbonica Veloce, caduta in mano ai piemontesi pochi giorni dopo la sua morte (il capitano Amilcare Anguissola la consegnò all'ammiraglio Persano il 10 luglio 1860), venne ribattezzata Tüköry

- A lui sono dedicati numerosi monumenti e vie in diverse città italiane, tra cui Porto Garibaldi, Milazzo, Milano e Bologna

- A Palermo è intitolata a Lajos Tukory una caserma dell'Esercito Italiano e una delle principali arterie cittadine (Corso Tukory)
- Nella sua città natale è stato posto un busto, di fronte al castello di Béla Wenckheim.